# فلافيو راموس
فلافيو راموس هو لاعب كرة قدم برازيلي في مركز الدفاع، ولد في 12 مايو 1994 في ريسيفي في البرازيل. لعب مع نادي ناوتيكو.

## وصلات خارجية
- فلافيو راموس على موقع اتحاد تركيا (لاعب) (الإنجليزية)
- فلافيو راموس على موقع قاعدة بيانات كرة القدم.إي يو (الإنجليزية)
- فلافيو راموس على موقع Soccerway.com (الإنجليزية)
- فلافيو راموس على موقع عالم كرة القدم.نت (الإنجليزية)
- فلافيو راموس على موقع AS.com (الإسبانية)